# ۱۱۹۸ (قمری)
۱۱۹۸ (قمری)، هزار و صد و نود و هشتمین سال در گاهشماری هجری قمری است. اول محرم این سال برابر با بیست و ششم نوامبر سال ۱۷۸۳ میلادی است.

## وابسته
- رشحه